# Congreve’sche Rakete

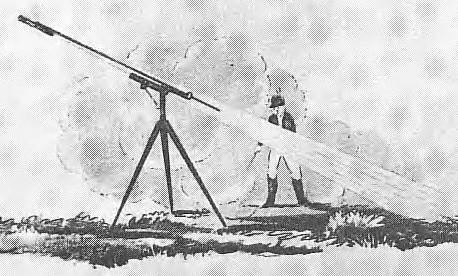
Start einer Congreve’schen Rakete von einer Dreibeinlafette aus

Die Congreve’sche Rakete war eine britische militärische Raketenwaffe, die 1804 vom britischen Artillerieoffizier und Ingenieur Sir William Congreve entworfen und entwickelt wurde. Als Vorlage dienten ihm Kriegsraketen aus Indien.
Zum ersten Mal eingesetzt wurde sie im Herbst 1805 gegen die vor Boulogne-sur-Mer wartende französische Flotte, dann auch beim Bombardement Kopenhagens im Jahre 1807. Die Raketen wurden in verschiedenen Kriegen auch von anderen Staaten verwendet. Die mehrmals weiterentwickelten Congreve’schen Raketen wurden bis in die 1860er Jahre eingesetzt und später von der technisch grundlegend verbesserten Hale-Rakete abgelöst.

## Entwicklung
Bereits seit dem Altertum waren Raketen als Waffen in Indien bekannt. In der Schlacht von Panipat (1761) wurden von afghanisch-mogulischer Seite (Ahmad Schah Durrani) Raketen gegen das Marathenheer eingesetzt; in den Mysore-Kriegen verwendeten die Inder Raketen als Waffe gegen die Briten. Von Berichten über ihre Wirksamkeit angeregt, führte Generalleutnant Thomas Desaguliers (≈1725–1780), Cheffeuerwerker des Royal Arsenal in Woolwich, kurz vor seinem Tod im Jahre 1780 mehrere erfolglose Versuche durch. Nach weiteren Erfahrungen im Zweiten, Dritten und Vierten Mysore-Krieg wurden mehrere Mysore-Raketen nach London gesandt, wo William Congreve, 1. Baronet (1742–1814) Oberbefehlshaber über das Royal Arsenal war.
Als 1803 der Dritte Koalitionskrieg ausbrach, sammelte sich eine französische Invasionsflotte in französischen Häfen entlang des Ärmelkanals und bedrohte England. Der Sohn William Congreves sen., Will Congreve jun., eigentlich Jurist und Herausgeber politischer Schriften, sah es als seine Pflicht an, sein Möglichstes zur Verteidigung Englands beizutragen. Zuerst auf eigene Kosten, später mit Unterstützung seines Vaters und des Royal Arsenals, konnte Congreve sich ab 1804 der Verbesserung der Raketen widmen.

## Technik

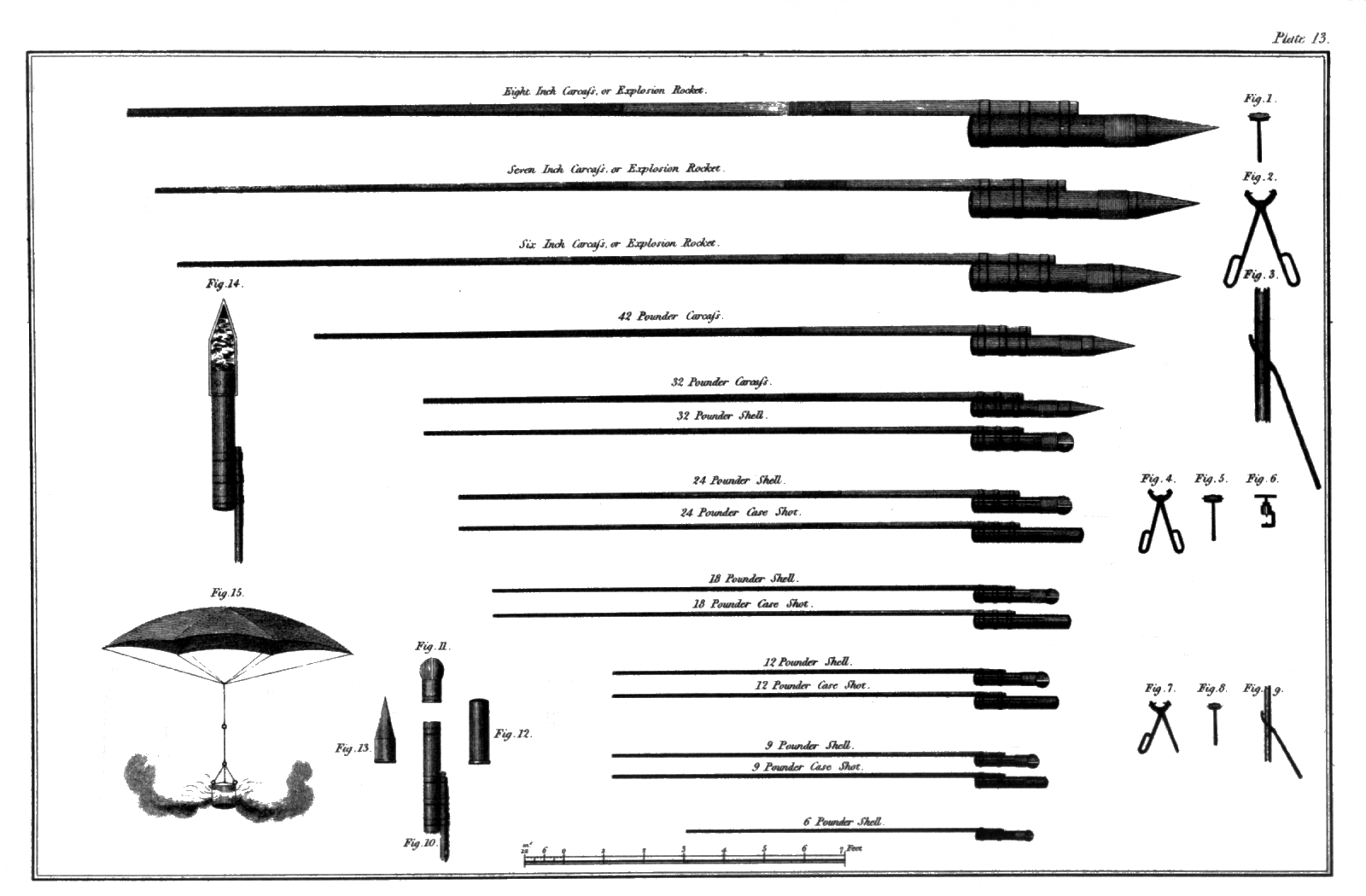
Congreves Raketen, aus seiner eigenen Arbeit

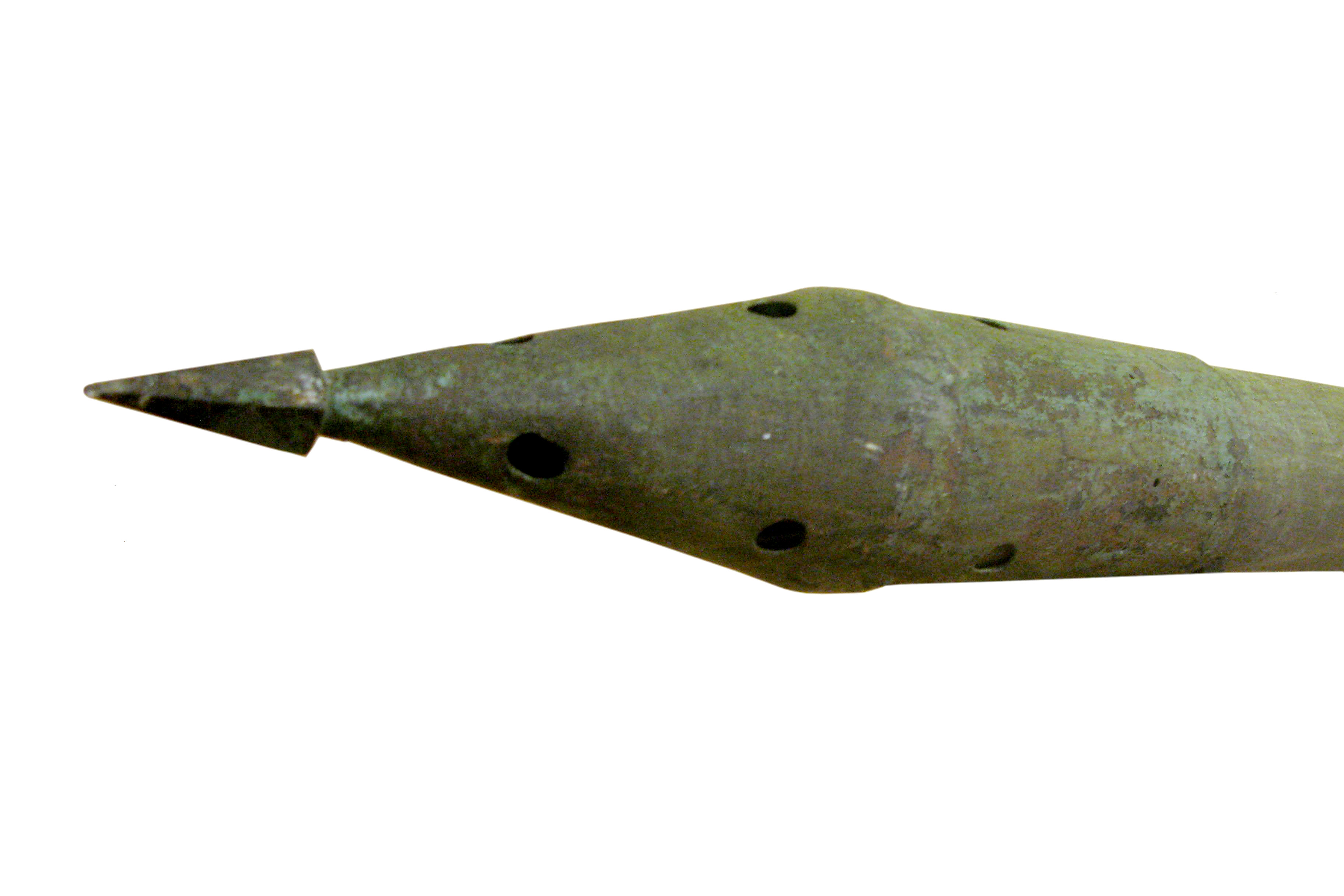
Spitze einer frühen Congreve’schen Rakete

Nach anfänglichem Einsatz von Karton wurden die Raketenhülsen aus Eisenblech hergestellt. Die Zusammensetzung des Treibsatzes war der von Schwarzpulver ähnlich. Es war jedoch kein loses Pulver, sondern eine feste Masse. Der Treibsatz war in der Mitte zylindrisch ausgehöhlt, mit dem Zweck, die Oberfläche des verbrennenden Satzes zu vergrößern, um so für den Antrieb der Rakete genügend Gasdruck zu erzeugen. Congreve setzte von Anfang an konsequent auf die sich gerade entwickelnde industrielle Massenproduktion.
Um 1813 konnten die Raketen in drei Klassen unterteilt werden:
- „Schwer“ – explosive Raketen, die größte mit einem Gewicht von 300 Pfund (136 Kilogramm); ungefähr zwei Meter lang, mit einer Stablänge von bis zu acht Metern
- „Mittel“ – 24- bis 42-Pfünder (11 bis 19 kg); ungefähr einen Meter lang, mit einer Stablänge von 5 bis 7 Metern
- „Leicht“ – 6- bis 18-Pfünder (3 bis 8 kg); 40–65 cm lang, mit einer Stablänge von 2,5 bis 5 Metern

Die mittleren und leichten Raketen konnten als Nutzlast bzw. Gefechtskopf eine Kartätsche, einen Spreng-, Brand- oder Leuchtsatz enthalten.
Vor dem Einsatz musste der Raketenkörper mit dem Stabilisierungsstab verbunden werden. Um den Transport zu erleichtern, war der Stab in etwa 1,2 m lange Stücke unterteilt. Fixiert wurden sie mittels metallener Klemmhülsen, die mit einer speziellen Zange gecrimpt werden mussten.
Die 32-Pfünder wurden mit einer Reichweite von etwa 3000 Metern vor allem für ein Bombardement über größere Distanz verwendet. Der übliche Typ zur Unterstützung von Infanterie und Kavallerie, der 12-Pfünder, wurde mit Kartätschenmunition geladen und hatte eine maximale Reichweite von rund 2000 Metern. Die Raketen konnten von einer fahrbaren Abschussrampe abgefeuert werden, von einem tragbaren Stativ oder sogar von einem flachen Graben oder einer Böschung. Technisch bedingt war die Treffsicherheit mangelhaft. Zum einen verschob sich der Schwerpunkt während des Fluges, weil der Treibsatz abbrannte, zum anderen waren die Schubdüsen selten ganz symmetrisch. Doch das größte Problem war der hölzerne Stabilisierungsstab. Damals war ein Stabilisierungsstab das einzig bekannte Mittel, eine Rakete auf Kurs zu halten. Dieser Stab machte die Rakete anfällig für Wind und war ein Zusatzgewicht. Der Stab war immer etwas biegsam und selten völlig gerade. Auch die außenseitige Befestigung des Stabes war aerodynamisch nachteilig. Deshalb präsentierte Congreve im Dezember 1815 ein neues Design der Rakete, bei dem der Stab mittig im Raketenboden fixiert war. Damit der Holzstab nicht Feuer fängt, war der Teil an der Raketenhülse mit Messing umwickelt. Die Zielgenauigkeit wurde dadurch gesteigert, die Form der Rakete erlaubte nun auch den Start aus röhrenartigen Abschussgestellen.
Das Modell mit dem zentrierten Stab wurde von 1817 bis 1867 eingesetzt, bis es von der Hale’schen Rakete verdrängt wurde, die sich im Flug dreht und durch diese so erzeugte Stabilität keinen Stock mehr benötigt.
Die Congreve’sche Raketen hatte gegenüber den damaligen Geschützen einige Vorteile. Zum einen war das die etwa doppelte Reichweite und eine deutlich höhere Kadenz von etwa vier Raketenabschüssen pro Minute. Zum anderen waren die Raketentruppen deutlich mobiler, da das schwere Geschütz nicht notwendig war.

## Einsatz

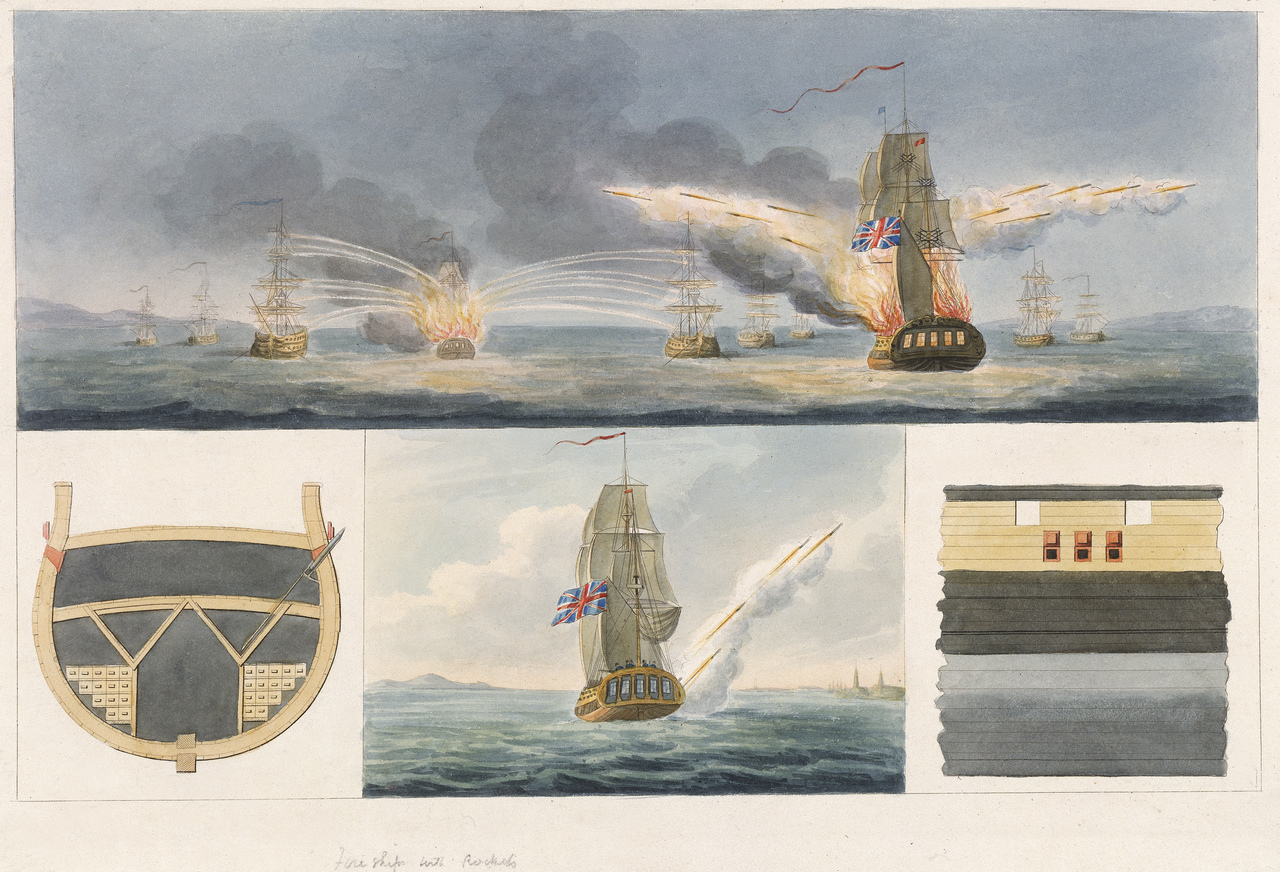
Einsatz von einem Raketenschiff

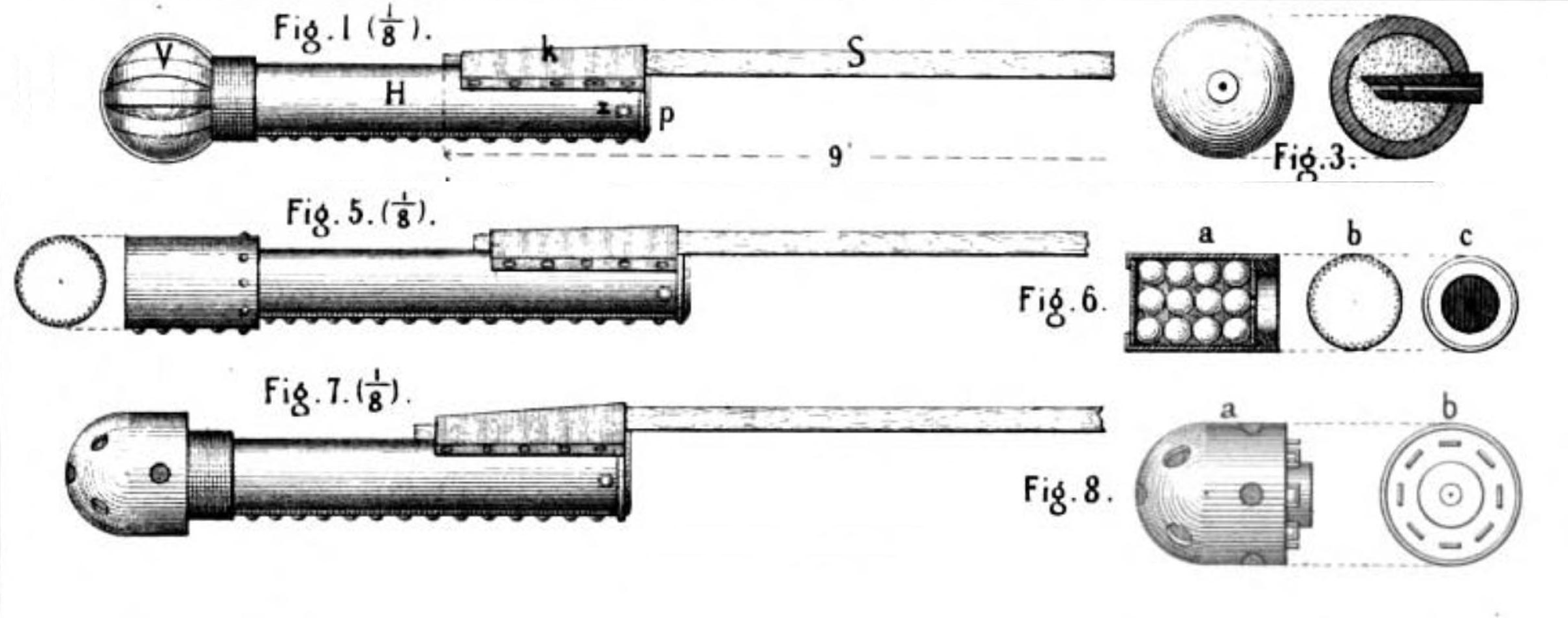
Österreichische Raketen vom Typ Congreve mit verschiedenen Gefechtsköpfen, von oben nach unten: Sprenggranate, Kartätsche, Brandsatz

Die erste Demonstration der Feststoffraketen Congreves fand im September 1805 statt. Zum ersten Mal eingesetzt wurden sie am 20. November 1805 gegen die vor Boulogne-sur-Mer wartende französische Flotte. Unter dem Kommando von Sidney Smith, einem Offizier der Royal Navy, schossen 12 Boote im Schutze der Dunkelheit etwa 600 Raketen in einer großen Salve ab, jedoch ohne nennenswerten Erfolg. Kritiker bemängelten die mangelhafte Zielgenauigkeit der Raketen, Congreve machte hingegen Wind und Seegang verantwortlich. Der nächste Versuch wurde am 8. Oktober 1806 unter dem Kommando von Edward Owen (1771–1849) unternommen, 24 Boote schossen ungefähr 400 Raketen ab. Im Gegensatz zum ersten Versuch wurde nicht in einer Salve geschossen. Dadurch dauerte der Angriff mit einer halben Stunde zwar länger, erlaubte aber den Seeleuten die Boote besser auszurichten. Auch die Wirksamkeit des zweiten Einsatz war umstritten, dennoch konnte ihn Congreve als Erfolg verbuchen.
Des Weiteren kamen beim Bombardement Kopenhagens im Jahr 1807 Congreve’sche Raketen zum Einsatz (wieder war es ein Angriff von Schiffen aus), ebenso 1809 in Vlissingen sowie bei der Belagerung der französischen Flotte bei der Île-d’Aix. In den Napoleonischen Kriegen wurden die Raketen 1813 bei den Belagerungen von Danzig und Wittenberg eingesetzt, ferner von englischen Landstreitkräften z. B. in der Schlacht an der Göhrde und der Völkerschlacht bei Leipzig.
Auch im Britisch-Amerikanischen Krieg (1812–1815) gab es Einsätze auf Seiten der Briten. Bei der Schlacht bei Bladensburg konnten sie mit Hilfe der Congreve’schen Raketen zahlenmäßig überlegene amerikanische Truppen in die Flucht schlagen und daraufhin Washington erobern. Der berühmteste Einsatz der Raketen war wohl bei der Schlacht von Baltimore. Der Beschuss des amerikanischen Forts durch Raketenschiffe soll so beeindruckend gewesen sein, dass er Francis Scott Key zu nachfolgender Zeile in seinem Lied The Star-Spangled Banner, der späteren Nationalhymne der USA, inspiriert hat: And the rockets' red glare, zu Deutsch: Und der Raketen grelles, rotes Licht.
Auch andere Staaten wie die USA, viele europäische Nationen sowie einige in Lateinamerika und im Nahen Osten nahmen sich ein Beispiel an der Congreve’schen Rakete und führten ähnliche Raketen ein. In Österreich führte der Feldzeugmeister Vincenz von Augustin im Jahre 1814 Raketen nach der Art von Congreve ein.
Im Amerikanischen Bürgerkrieg wurden sie von beiden Seiten gelegentlich genutzt, sowohl von den Unionstruppen als auch von den Konföderierten.

## Wurfgerät für Rettungsleinen
Basierend auf Congreve’schen Raketen entwickelte der Engländer John Dennett (1790–1852) ein Rettungsgerät für Schiffe in Seenot in Küstennähe. Mit der Rakete konnte eine Rettungsleine vom Ufer zu dem havarierten Schiff geschossen werden.